# Nettastoma syntresis
Nettastoma syntresis är en fiskart som beskrevs av Smith och Böhlke, 1981. Nettastoma syntresis ingår i släktet Nettastoma och familjen Nettastomatidae. Inga underarter finns listade i Catalogue of Life.